# Xabier Gereño
Xavier López de Gereño Arrarte (Bilbao, 12 de agosto de 1924 — 8 de abril de 2011) foi um escritor e economista espanhol. Suas obras foram muito importantes para o desenvolvimento do modernismo na literatura basca.

### Narrações
- Zortzi nobela labur (1982, editorial Egilea)
- Zein da errudun? Eta Nobi bat behar dugu (1969, Euskerazaleak)
- Txisteak, teatroa eta narrazioak (1984, editorial Egilea)
- Mafiak hil zuen (1989, editorial Egilea)
- 10 nobela labur (1981, editorial Egilea)
- 12 nobela labur (1979, editorial Egilea)
- 9 nobela labur (1980, editorial Egilea)

### Novelas
- Carta fatal (1994)
- Zuriz jantzitako emakumea (1991, editorial Egilea)
- Zu ez zara Marcel (1988, editorial Egilea)
- Xantaia kontesari (1978, editorial Egilea)
- Xai Xai-tik hurbil (1990, editorial Egilea)
- Simon Goldmayer-en bahiketa (1986, editorial Egilea)
- Setiatuak (1985, editorial Egilea)
- Sabotaia (1985, editorial Egilea)
- Osaba Gabrielen asesinatzea (1978, editorial Egilea)
- Odolezko ezteiak (1990, editorial Egilea)
- Nora naramazue (1972, Lur)
- Mitxino katua pozoiez hila (1979, editorial Egilea)
- Milia eta bere tenientea (1984, editorial Egilea)
- M-7 ajentea (1989, editorial Egilea)
- Kuwait-en harrapatuak (1991, editorial Egilea)
- Konspiratzaileak (1986, GAK)
- Kikili, Kokolo eta Riuoltosa (1989, editorial Egilea)
- Kikili eta Kokoto espioitzan (1990, editorial Egilea)
- Kikili eta Kokoto Chile-n (1988, editorial Egilea)
- Jurgi kapitaina Hong Kong-en (1982, editorial Egilea)
- Jurgi kapitaina Britainian (1978, editorial Egilea)
- Jostailu garestia (1991, editorial Egilea)
- Jomeini-ren paradisuan (1988, editorial Egilea)
- Iruineako asasinatzea (1977, Luis Haranburu)
- Iheslariak (1985, editorial Egilea)
- Hiltzaile baten bila (1975, Luis Haranburu)
- Gudari bat (1977, Luis Haranburu)
- Gadafi hiltzeko agindua (1987, editorial Egilea)
- Faro madarikatua (1981, editorial Egilea)
- Euskal espioiak nazien aurka (1988, editorial Egilea)
- Afrika beltzean (1988, editorial Egilea)
- Alferrik hilak (1990, editorial Egilea)
- Amazonia-ko misterioa (1990, editorial Egilea)
- Ametsetan galduta (1985, editorial Egilea)
- Andereño (1975, editorial Egilea)
- Andre Catalina eta Arabia-ko Emir-a (1984, editorial Egilea)
- Antonello Euskal Herrian (1983, editorial Egilea)
- Arantza artean (1969, Itxaropena)
- Argi bat iluntasunean (1970, Lur)
- Drogen munduan (1991, editorial Egilea)
- Espioitza (1977, Luis Haranburu)

### Teatro
- Zeledonio sastrea, hori bai desastrea (1986, editorial Egilea)
- 7 teatro lan (1979, editorial Egilea)
- 8 teatro lan (1982, editorial Egilea)
- Alaba bila (2003, Xabier Gereño)
- Arazoak kirofanoan (2003, Xabier Gereño)
- Bi izaera (2003, Xabier Gereño)
- Neska ala mutila (2003, Xabier Gereño)
- Lau abokatu etxean (2003, Xabier Gereño)
- Taxisten artean (2003, Xabier Gereño)
- Teatroa 31 (2003, Xabier Gereño)
- Zerbitzari berezia (2003, Xabier Gereño)
- Zuzendariaren zain (2002, Xabier Gereño)
- Teatroa ostatuan (2002, Xabier Gereño)
- Pateran etorria (2002, Xabier Gereño)
- Maskaradun gizona (2002, Xabier Gereño)
- Maiordomo arabiarra (2002, Xabier Gereño)
- Kikili eta Kokolo tabernariak (2002, Xabier Gereño)
- Ikasgelako azkena (2002, Xabier Gereño)
- Etorkizuna antolatzen (2002, Xabier Gereño)